# .cx
.cx is het achtervoegsel van domeinnamen van Christmaseiland. Het wordt onderhouden door de "Christmas Island Internet Administration Limited" (CIIA).